# بونيارا
بونيارا (بالإيطالية: Bugnara)‏ هي بلدية في مقاطعة لاكويلا في إقليم أبروتسو الإيطالي.

## السكان
في سنة 1859 بلغ عدد السكان 2٬380 نسمة، وتطور العدد ليصل في سنة 2011 لـ 1٬106 نسمة.
يظهر هذا المخطط البياني تطور النمو السكاني لـ بونيارا